# Thyasophila parvula
Thyasophila parvula är en skalbaggsart som beskrevs av Notman 1921. Thyasophila parvula ingår i släktet Thyasophila och familjen kortvingar. Inga underarter finns listade i Catalogue of Life.